# Verdinaso
Der Verbond van Dietsche Nationaalsolidaristen (niederländisch für Verband der großniederländischen Nationalsolidaristen), kurz Verdinaso, war eine klerikalfaschistische Partei in Belgien. Sie bestand von 1931 bis 1941 und hatte mit dem in dunkelgrünen Hemden auftretenden Niederländischen Militanten Orden ihre eigene Parteimiliz. 

## Geschichte

Parteiflagge des Verdinaso

1931 gründete Joris Van Severen den Verdinaso als Abspaltung von der flämischen Frontpartij. Der Verband strebte eine Vereinigung der Niederlande, Luxemburgs und Flanderns zu einem „Großniederländischen Reich“ an. Die Organisation war stark am italienischen Faschismus orientiert und Deutschland gegenüber eher feindlich eingestellt. Im Laufe des Jahrzehnts änderte der Verdinaso jedoch seine Ausrichtung in Richtung eines belgischen Nationalismus. Wirtschaftspolitisch strebte man einen von der katholischen Soziallehre inspirierten Korporatismus an. Antisemitismus und Antikapitalismus waren weitere ideologische Grundpfeiler des Verbandes. Der Parteigründer Gründer Joris van Severen wurde 1940 hingerichtet, weil er in Verdacht stand, für Nazideutschland zu spionieren. Der nun führerlose Verdinaso war gezwungen, sich dem Flämischen Nationalverband anzuschließen. Insgesamt besaß Verdinaso, inklusive des Militanten Orden, wohl nie mehr als 5.000 Mitglieder.